# Romancero gitano
El Romancero gitano es una obra poética de Federico García Lorca, publicada en 1928 por la Revista de Occidente.
Está compuesta por dieciocho romances con símbolos como la noche, la muerte, el cielo, la luna. Todos los poemas tienen algo en común, tratan de la cultura gitana, aunque el hilo conductor a lo largo de todo el poemario es la pena. En ningún momento Lorca pensó en el Romancero gitano como un documento histórico sobre la etnia gitana. 
Presenta una síntesis entre poesía popular y alta poesía. Transcurre entre dos motivos centrales, Andalucía y los gitanos, tratados de manera metafórica y mítica.

## Descripción
La obra refleja las penas de un pueblo que vive al margen de la sociedad y que se siente perseguido por los representantes de la autoridad, y por su lucha contra esa autoridad. Sin embargo, el propio García Lorca señala que su interés se centra no en describir una situación concreta, sino en el choque que se da una y otra vez entre fuerzas encontradas: en un poema que describe la pugna entre la Guardia Civil y los gitanos, llamando a estos bandos respectivamente "romanos" y "cartagineses", para dar a entender esa permanencia del conflicto.

## Análisis

### Espacio de la obra
Ambientado en Andalucía, en los barrios gitanos. Federico García Lorca estiliza el mundo gitano, alejado del costumbrismo y tipismo folclórico.

### Recursos
Metáforas, personificaciones, comparaciones, repeticiones, sinestesias. 

### Contenido y estructura
Se puede dividir el Romancero gitano en dos series, dejando a un lado los tres de los arcángeles que simbolizan a Córdoba, Granada y Sevilla. La primera serie es más lírica, con presencia dominante de las mujeres (exceptuando Reyerta, el tercer poema), la segunda es más épica y predominan los hombres.
El gitano, por sus creencias y código, choca con dos realidades: el amor, y «los otros» que invaden sus derechos o prestigio, gente de su propia raza o la sociedad que los margina y oprime, cuyo brazo armado es la Guardia Civil, y suele desembocar en sangre y muerte. El amor, el derecho personal, las creencias, llevan a la muerte o herida moral de difícil curación.
Un romance destacable es el de la Guardia Civil española, que no es representada con mucha simpatía y que toma en la obra un papel antagónico.

### Estilo
Lorca pretende fundir el lenguaje narrativo con el lírico, sin que ninguno de ellos pierda su calidad. Recoge así la tradición del romancero: historias que comienzan in medias res y tienen un final inacabado, descripciones, narrador y diálogos en estilo directo entre los personajes. En ocasiones este diálogo se amplia al narrador.

### Los personajes
Caracterizados por ser gitanos, manteniendo Lorca sus ideologías y rasgos. El tratamiento de los hombres y mujeres de la obra es muy tradicional, condicionado a la época en que se ubican.
- El hombre: Mantiene una actitud generalmente pasiva, debido a que las que se quejan o lamentan en la obra son las mujeres. Los hombres representan rasgos de madurez, sensatez, y capacidad de reacción. Destaca la ausencia casi total de descripciones físicas de los hombres.

- La mujer: Aparece descrita detalladamente tanto física como psíquicamente. En la obra son personajes débiles ante las dificultades, haciendo con ello que el personaje masculino cobre más fuerza. Lorca las describe con melena de pelo negro, tratándolas como algo muy sensual y erótico. «Soledad Montoya» o la «monja gitana» son las representaciones de lo que significa la mujer para los gitanos.

### Simbolismo de la obra
El Romancero gitano contiene gran cantidad de símbolos (enfatícese la diferencia entre símbolo y metáfora, también muy recurrente en Lorca). Los principales, junto con su significado, son:
- Metales (cuchillos, yunques, anillos...): la vida de los gitanos y la muerte (especialmente si los metales están oxidados o herrumbrosos).
- Aire o viento: el erotismo masculino.
- Color verde: la muerte.
- Espejo: el hogar y la vida sedentaria.
- Agua: (en movimiento) la vida, (en reposo) la pasión estancada o la muerte.
- Caballo: la pasión desenfrenada que conduce a la muerte.
- Luna: Es el más utilizado por Lorca, aparece 38 veces. Su simbolismo depende de cómo aparezca. Si es roja significa muerte dolorosa; negra o redonda, simplemente muerte; grande significa esperanza; en puntas tiene connotación erótica.
- Alcohol: la negatividad.
- Leche: lo natural.
- Mujer: el erotismo.
- Color negro: la muerte.
- Color blanco: la vida, la luz.
- Rosas: la sangre

### Poemas incluidos

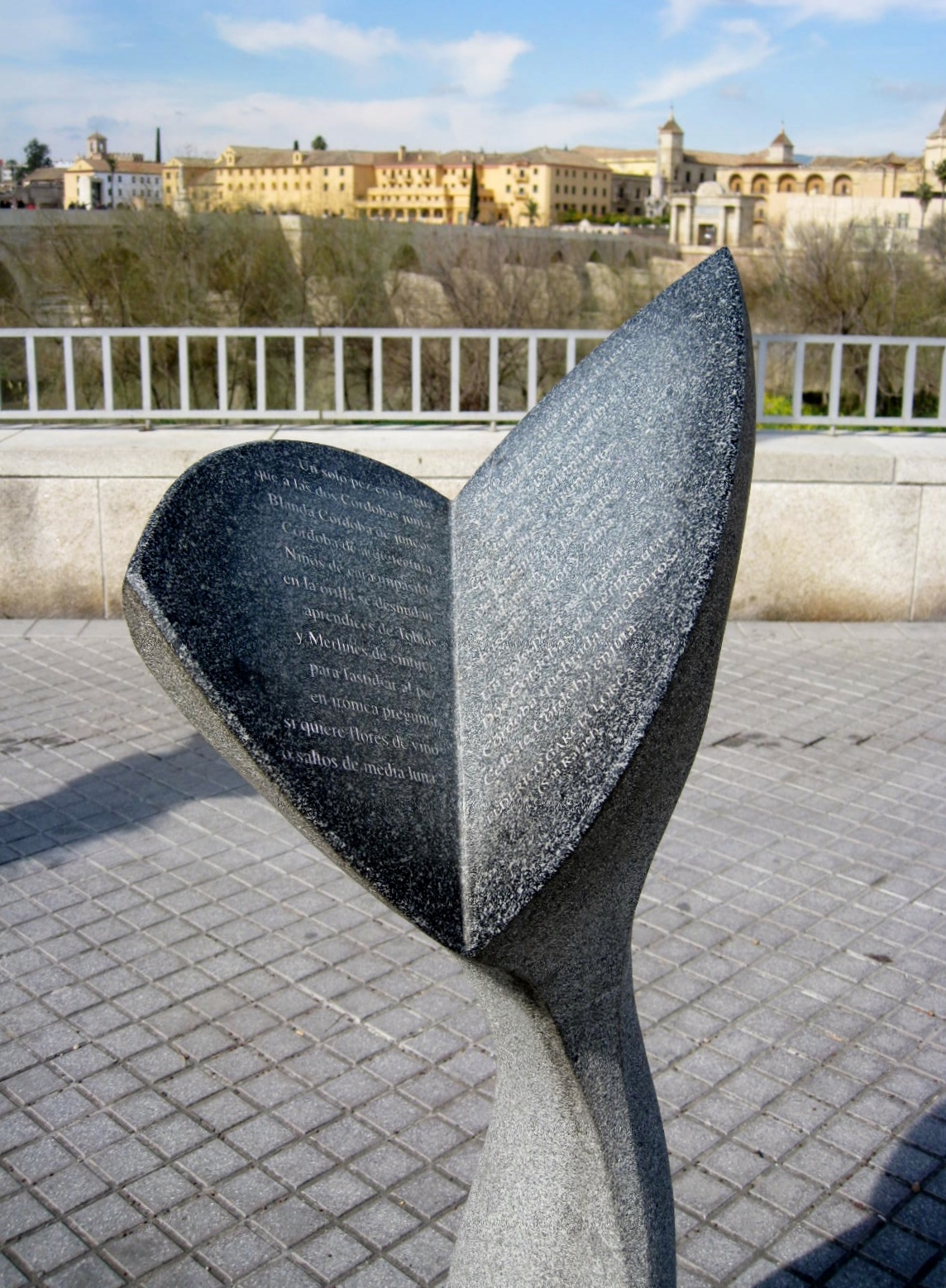
Monumento a Federico García Lorca en Córdoba (España), titulado Pez-Poesía.

1. Romance de la luna, luna (dedicado a Conchita García Lorca)
2. Preciosa y el aire (dedicado a Dámaso Alonso)
3. Reyerta (dedicado a Rafael Méndez)
4. Romance sonámbulo (dedicado a Gloria Giner y Fernando de los Ríos)
5. La monja gitana (dedicado a José Moreno Villa)
6. La casada infiel (dedicado a Lydia Cabrera y a su negrita)
7. Romance de la pena negra (dedicado a José Navarro Pardo)
8. San Miguel (Granada) (dedicado a Diego Buigas de Dalmáu)
9. San Rafael (Córdoba) (dedicado a Juan Izquierdo Croselles)
10. San Gabriel (Sevilla) (dedicado a don Agustín Viñuales)
11. Prendimiento de Antoñito el Camborio en el camino a Sevilla (dedicado a Margarita Xirgu)
12. Muerte de Antoñito el Camborio (dedicado a José Antonio Rubio Sacristán)
13. Muerto de amor (dedicado a Margarita Manso)
14. Romance del emplazado (dedicado a Emilio Aladrén)
15. Romance de la Guardia Civil Española (dedicado a Juan Guerrero, «cónsul general de la poesía»)
Tres romances históricos:
16. Martirio de Santa Olalla (dedicado a Rafael Martínez Nadal)
17. Burla de don Pedro a caballo, romance con lagunas (dedicado a Jean Cassou)
18. Thamar y Amnón (dedicado a Alfonso García Valdecasas)